# Mai 1969

## Évènements
- Samedi 3 mai, Inde : crise politique au sujet de la nationalisation des banques et de la nouvelle élection présidentielle successive au décès de Zakir Hussain. La droite est hostile à la nationalisation des banques réclamée par la gauche et une partie de la petite paysannerie. Indira Gandhi démet le ministre des Finances Morarji Desai, qui démissionne avec fracas de son poste de vice-premier ministre. Le Congrès est déchire entre ses ailes droite et gauche.

- 4 mai (Formule 1) : Grand Prix automobile d'Espagne.

- 9 mai : le New York Times rapporte dans l'un de ses articles l'existence de bombardements secrets au Cambodge.  Afin de découvrir qui, au gouvernement, est à l'origine de cette fuite, le FBI met sous écoute la ligne téléphonique de Morton Halperin, un aide d'Henry Kissinger, alors conseiller à la Défense Nationale.  Ces événements conduiront au scandale du Watergate.

- 10 mai : Déclaration de Delano (Cesar Chavez et les United Farm Workers)[1].

- 10 - 20 mai : bataille d'Hamburger Hill au Viêt Nam.

- 11 mai : procès du « Complot des officiers » en Guinée[2].

- Mardi 13 mai, Malaisie : graves incidents entre Chinois et Malais à Kuala Lumpur qui provoquent l’instauration de l’état d’urgence. Huit cents personnes sont tuées.

- Mercredi 14 mai, Canada : le gouvernement de Pierre-Elliott Trudeau adopte le « bill omnibus » touchant à l’avortement, l’attentat à la pudeur (homosexualité), les loteries, la conduite avec facultés affaiblies et les armes à feu.

- Jeudi 15 mai, États-Unis : Jeudi sanglant à Berkeley en Californie, émeute entre police et manifestants.

- Vendredi 16 mai :
  - Espace : les sondes russes Vénéra 5 et Vénéra 6 entrent dans l'atmosphère de Vénus après 5 mois de voyage, mais sont détruites avant d'avoir pu se poser.
  - France : 
    - quatrième semaine de congés payés.
    - Discours de campagne présidentielle de Georges Pompidou[3].

- Dimanche 18 mai : 
  - Apollo 10. Répétition générale du premier atterrissage sur la Lune. Les trois astronautes menèrent le module lunaire à 15 kilomètres de la surface lunaire.
  - Formule 1 : Grand Prix automobile de Monaco.

- 23 mai : aux Pays-Bas; création du Lauwersmeer par la fermeture par une digue de la Lauwerszee.

- Dimanche 25 mai, Soudan : le général Nemeiry prend le pouvoir après plusieurs coups d’États (fin en 1985).
- Naissance d'Anne Heche, actrice américaine.

- Lundi 26 mai, Amérique latine : accords de Carthagène. Fondation de la Communauté Andine des Nations (CAN) par le Chili, la Bolivie, la Colombie, l’Équateur et le Pérou, rejoints en 1973 par le Venezuela.

- Jeudi 29 mai, Argentine, Cordobazo : violente insurrection contre la dictature d'Onganía à Córdoba. Toute la ville se joint aux manifestants. Le calme ne revient qu'après une semaine d'affrontement et le régime ne s'en remet pas.

- Vendredi 30 mai, Syrie : la Tapline (Trans-Arabian Pipeline Company) est sabotée par le FPLP.

## Naissances
- 1er mai : « Joselito » (José Miguel Arroyo Delgado), matador espagnol.
- 6 mai : Manu Larcenet, auteur de bandes dessinées français.
- 8 mai : Akebono Tarō, lutteur de sumo, kick-boxeur, pratiquant d'arts martiaux mixtes et catcheur américano-japonais († 11 avril 2024).
- 10 mai :
  - Judson Mills, acteur américain.
  - Bob Sinclar, disc jockey français.
- 13 mai : Nikos Aliagas, animateur de radio et de télévision et photographe franco-grec.
- 14 mai : Sabine Schmitz, pilote automobile allemande († 17 mars 2021).
- 16 mai : 
  - David Boreanaz, acteur américain.
  - Tucker Carlson, éditorialiste et animateur de télévision américain.
  - Yannick Bisson, acteur et producteur canadien.
- 19 mai : 
  - Dan Lee, animateur († 15 janvier 2005).
  - Michel Eltchaninoff, philosophe et essayiste français.
- 25 mai :
  - Anne Heche, actrice américaine († 12 août 2022).
  - Dmitri Kondratiev, cosmonaute russe.
- 26 mai : John Baird, homme politique ontarien.
- 28 mai : Justin Kirk, acteur américain.

## Décès
- 2 mai : Jef Demuysere, coureur cycliste belge (° 22 août 1907).
- 17 mai : Josef Beran, cardinal tchèque (° 29 décembre 1888).
- 19 mai : Coleman Hawkins, musicien de jazz américain (° 21 novembre 1904).
- 27 mai : Jeffrey Hunter, acteur américain (° 25 novembre 1926).